# زمین‌لرزه ۲۰۱۰ کالگورلی-بولدر
زمین‌لرزه کالگورلی-بولدر در تاریخ ۲۰ آوریل ۲۰۱۰ میلادی، برابر با ‎۳۱ فروردین ۱۳۸۹، ساعت ۰۰:۱۷:۰۸ به زمان یوتی‌سی در استرالیای غربی ، منطقه کالگورلی رخ داد. ژرفای این زلزله ۱۰ کیلومتر بود. بزرگی آن ۵٫۲ در مقیاس Mw بدست آمده‌است.